# Odtisoček
Odtísoček ali promíle je tisoči del celote, tisočinka. Odtisoček je desetina odstotka. Zapisujemo ga z znakom ‰, ki zgleda kot znak za odstotek (%) z dodatno ničlo.
Definicija:
1 ‰ = 10−3= 1⁄1000 = 0,001 = 0,1 %
1 % = 10 ‰

## Zgledi
Promile običajno uporabljamo za izražanje majhnih deležev, na primer:
- vsebnost alkohola v krvi za voznike motornih vozil (v Sloveniji je zakonsko dovoljena meja 0,5 ‰ ali 50 mg alkohola na 100 ml krvi[1])
- slanost voda (morska voda ima v povprečju slanost okrog 35 ‰[2] ali 35 g soli na 1 l vode)
- rodnost in umrljivost v populaciji (število rojenih oz. umrlih na 1000 prebivalcev)